# 汀漳龍道
廵海汀漳龙道是清代福建省的一个道。
管辖汀州府、漳州府和龙岩直隶州。原为海防汀漳道。雍正十三年龍巖分州後，改為廵海汀漳龍道。乾隆三十三年加兵備，道治汀州府，后迁漳州府。雍正十二年（1734年），龙岩县升为道的直隶州，始更名为汀漳龙道。1913年废府治，复改为汀漳道。1934年（民国二十三年）废，改为行政督察区。